# Maribel Owen
Maribel Yerxa „Mara” Owen (ur. 25 kwietnia 1940 w Bostonie, zm. 15 lutego 1961 w Berg) – amerykańska łyżwiarka figurowa startująca w parach sportowych z Dudleyem Richardsem. Uczestniczka igrzysk olimpijskich w Squaw Valley (1960), wicemistrzyni Ameryki Północnej (1961) oraz mistrzyni Stanów Zjednoczonych (1961).
Zginęła śmiercią tragiczną w wieku 20 lat, w katastrofie lotu Sabena 548 w drodze na mistrzostwa świata 1961 do Pragi razem z matką Maribel Vinson i siostrą Laurence Owen.

## Życiorys
Maribel Yerxa Owen urodziła się w Bostonie. Była pierworodną córką Amerykanki Maribel Vinson i Kanadyjczyka Guya Owena. Jej rodzice, podobnie jak dziadkowie ze strony matki, byli łyżwiarzami figurowymi odnoszącymi sukcesy na arenie międzynarodowej. Jej matka Maribel była solistką, 13-krotną mistrzynią Stanów Zjednoczonych oraz brązową medalistką olimpijską 1932 z Lake Placid. Z kolei jej ojciec był wielokrotnym mistrzem Kanady. Zmarł 21 kwietnia 1951 roku w wieku 38 lat z powodu pęknięcia wrzodu żołądka. Maribel miała młodszą siostrę Laurence (ur. 1944), która również uprawiała łyżwiarstwo figurowe, występowała w konkurencji solistek. Była mistrzynią Ameryki Północnej 1961 i mistrzynią Stanów Zjednoczonych 1961.
Była studentką Uniwersytetu Bostońskiego na kierunku socjologii i antropologii, planowała zostać nauczycielką.
Maribel Yerxa odziedziczyła imię po matce, często była nazywana Maribel Jr., Marą lub Little Maribel.

### Kariera
Zaczęła jeździć na łyżwach w wieku 2 lat na lodowisku w Berkeley. Wkrótce rozpoczęła regularne treningi pod okiem rodziców na lodowisku Iceland w klubie St. Moritz Ice SC. W 1954 roku po rozwodzie jej rodziców przeprowadziła się z siostrą i matką do jej rodzinnego miasta Winchester w stanie Massachusetts, a następnie zarówno ona jak i jej siostra dołączyły do klubu SC of Boston. Jej kariera rozwijała się powoli, początkowo trenowała jako solistka, nie odnosząc znaczących sukcesów. Gdy miała 14 lat, jej matka znalazła dla niej pierwszego partnera sportowego, Chucka Fostera z którym w 1955 roku została mistrzynią Stanów Zjednoczonych juniorów. Rok później zdobyli brązowy medal krajowych mistrzostw w kategorii seniorów i zakończyli wspólną jazdę.
W 1957 roku jej partnerem sportowym został doświadczony łyżwiarz i były żołnierz, starszy od niej 9 lat, Dudley Richards. W 1958 roku zdobyli brązowy medal mistrzostw Stanów Zjednoczonych i powtórzyli ten sukces rok później. Na mistrzostwach świata 1959 zajęli 6. lokatę. W 1960 roku zostali wicemistrzami Stanów Zjednoczonych i podobnie jak siostra Maribel, zostali wybrani do reprezentacji olimpijskiej. Na igrzyskach olimpijskich 1960 w Squaw Valley zajęli 10. miejsce, podobnie jak na kończących sezon olimpijski mistrzostwach świata. W 1961 roku zostali mistrzami Stanów Zjednoczonych. Maribel i jej siostra Laurie odniosły ten sam sukces na tych samych zawodach. Następnie Maribel i Dudley zostali wicemistrzami Ameryki Północnej.

### Śmierć i upamiętnienie
15 lutego 1961 wszyscy pasażerowie tj. 18-osobowa reprezentacja Stanów Zjednoczonych w łyżwiarstwie figurowym, a także trenerzy, rodzice i sędziowie zginęli w katastrofie lotu Sabena 548 w drodze na mistrzostwa świata 1961 do Pragi. Samolot rozbił się w Berg, niedaleko Brukseli. Katastrofa miała miejsce we wsi Berg pod Brukselą. Wśród 73 ofiar była 20-letnia Maribel wraz z jej partnerem Dudleyem Richardsem, jej 16-letnia siostra Laurence Owen, która miała wystąpić na mistrzostwach w konkurencji solistek oraz ich matka, a zarazem trenerka Maribel Vinson. Przyczyna katastrofy pozostała nieznana. 
Maribel i jej 29-letni partner sportowy Dudley Richards pozostawali w związku. Spekulowano, że tuż po mistrzostwach świata mieli ogłosić swoje zaręczyny.
26 lutego Maribel Owen została pochowana na cmentarzu Mount Auburn w Cambridge, Massachusetts, obok swojej matki i siostry Laurie.
W 50. rocznicę katastrofy, Laurence, jej siostra i pozostali łyżwiarze polegli w wypadku, zostali uhonorowani w U.S. Figure Skating Hall of Fame Class of 2011.
17 lutego 2011 amerykańska federacja U.S. Figure Skating wydała film dokumentalny Rise 1961 przedstawiający m.in. relacje rodzinne Owenów oraz odrodzenie amerykańskiej reprezentacji łyżwiarskiej po śmierci łyżwiarskiej elity kraju.
Na cześć rodziny Vinson-Owen, ich nazwiskiem nazwano szkołę podstawową w Winchester w stanie Massachusetts.

## Osiągnięcia

### Z Dudleyem Richardsem
| Zawody                           | 1958           | 1959           | 1960           | 1961           |                |                |                |                |                |                |                |                |                |                |                |                |                |
| Międzynarodowe                   | Międzynarodowe | Międzynarodowe | Międzynarodowe | Międzynarodowe | Międzynarodowe | Międzynarodowe | Międzynarodowe | Międzynarodowe | Międzynarodowe | Międzynarodowe | Międzynarodowe | Międzynarodowe | Międzynarodowe | Międzynarodowe | Międzynarodowe | Międzynarodowe | Międzynarodowe |
| -------------------------------- | -------------- | -------------- | -------------- | -------------- | -------------- | -------------- | -------------- | -------------- | -------------- | -------------- | -------------- | -------------- | -------------- | -------------- | -------------- | -------------- | -------------- |
| Igrzyska olimpijskie             |                |                | 10             |                |                |                |                |                |                |                |                |                |                |                |                |                |                |
| Mistrzostwa świata               |                | 6              | 10             |                |                |                |                |                |                |                |                |                |                |                |                |                |                |
| Mistrzostwa Ameryki Północnej    |                |                |                | 2              |                |                |                |                |                |                |                |                |                |                |                |                |                |
| Krajowe                          |                |                |                |                |                |                |                |                |                |                |                |                |                |                |                |                |                |
| Mistrzostwa Stanów Zjednoczonych | 3              | 3              | 2              | 1              |                |                |                |                |                |                |                |                |                |                |                |                |                |

### Z Chuckiem Fosterem
| Mistrzostwa Stanów Zjednoczonych          |   | 3 |
| Mistrzostwa Stanów Zjednoczonych juniorów | 1 |   |

## Nagrody i odznaczenia
- Amerykańska Galeria Sławy Łyżwiarstwa Figurowego – 2011[15][11]